# アラン・カルデック
アラン・カルデック（Allan Kardec、1804年10月3日 - 1869年3月31日）は、フランスの教育学者・哲学者。スピリティズムの創始者でもある。アラン・カルデックは筆名で、本名はイポリト＝レオン＝ドゥニザール・リヴァイユ（Hippolyte-Léon-Denizard Rivail）である。

## 交霊術の研究
霊媒を介して、あるいはひとつのテーブルを取り囲むことで死者とのコミュニケーションをはかる交霊会は、1840年代にアメリカで出現し、1850年代になるとヨーロッパのブルジョワサロンを熱狂させていた。現象が本物ならば、宗教的・科学的に非常に大きな可能性を秘めていると考えたリヴァイユは、慎重に調査を開始した。
やがて親友の2人の娘が霊媒能力を発揮し、普段はごく普通の明るい娘たちが、打って変わって真剣な様子になり、「あなたには重要な宗教的使命がある」とリヴァイユに告げたという。興味を持った彼は毎週末その2人の協力で交霊会を開き、人生のさまざまな問題や宇宙観について質問し、テーブルターニングや自動書記によって答えを得ていったという。

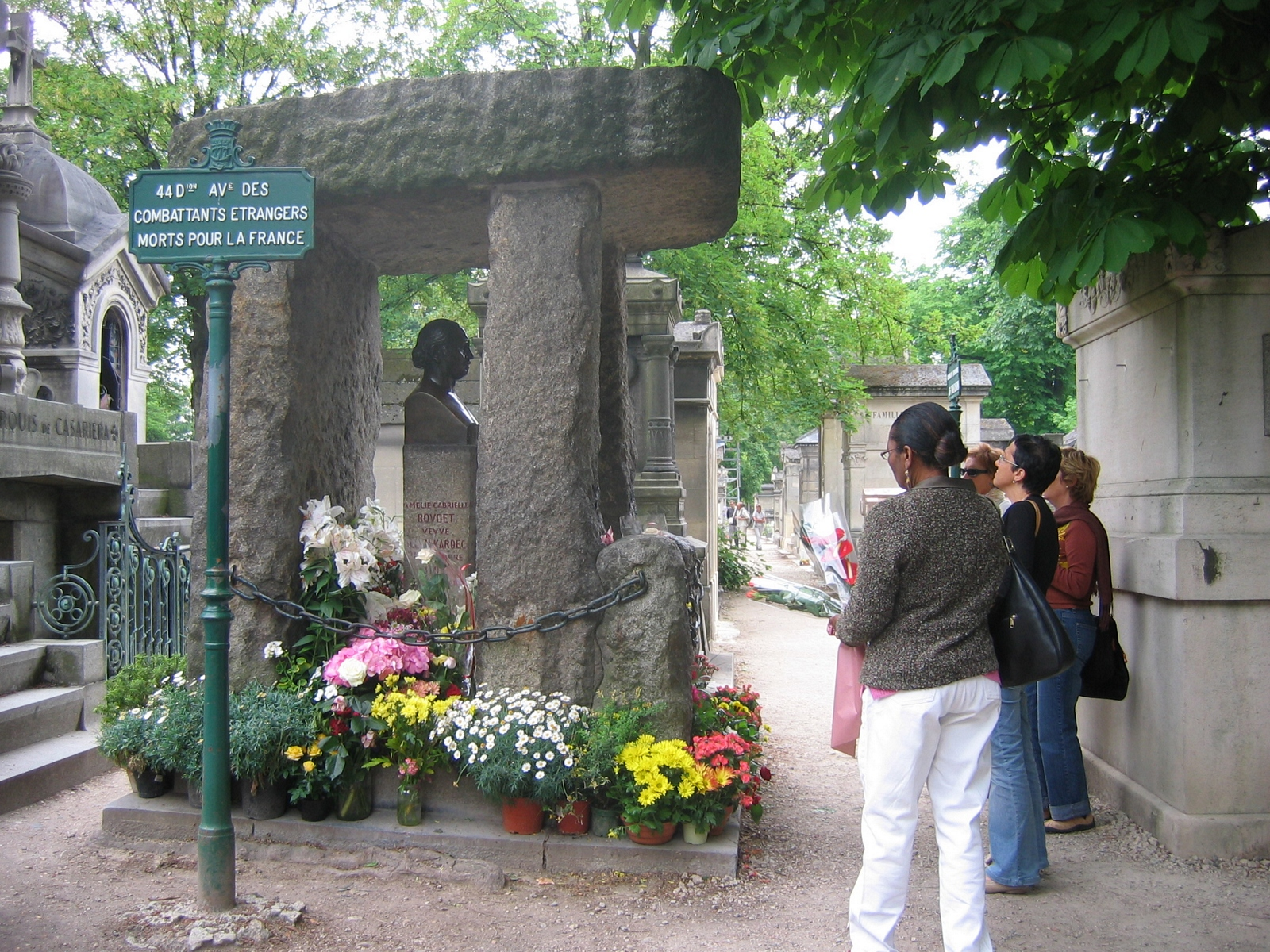
アラン・カルデックの墓。日々人が訪れ、花が絶えることがない。

2年ほどこうした実験を続けた後、リヴァイユは不可視の存在とその発言内容を認め、出版する決意を固める。彼はひとつの交霊会での霊言だけでなく、いろいろな言語の複数の交霊会で霊言を収集して、内容をしつこく確認したという。大量の霊言が集まると、それらを細かく比較・検討し、絞り込んで編纂した。カルデックはその著作『霊の書 (Le livre des Esprits) 』（1857年）においてこの交霊会に Séance という名を与え、そこに哲学的意味を見て取ることとなる。
このカルデックの思想、というより実践は、19世紀後半のフランス社会を語るうえで見逃せないひとつの潮流を形成し、とりわけカルデックの生まれ故郷リヨンでは、主に労働者が伝播の役割を果した。今日では、ブラジルに多くの支持者がいるという。

## 著作

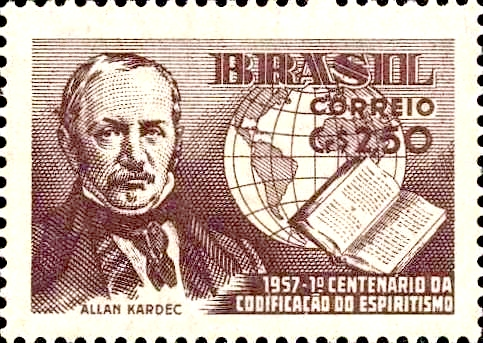
1957年のブラジルの記念切手（『霊の書』100周年記念）

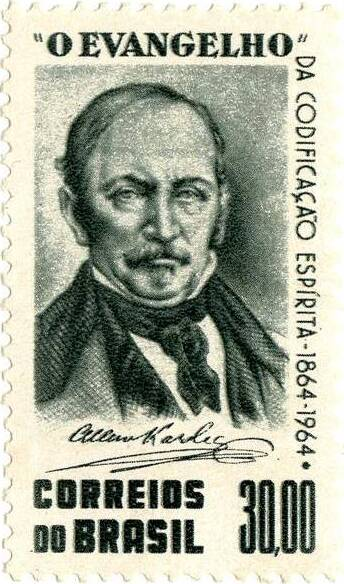
1964年の記念切手 （L'Évangile selon le spiritisme百周年記念）

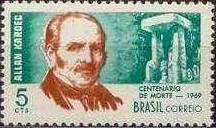
1969年（アラン・カルデック死去100年）

- Le Livre des Esprits （霊の書）、1857年。
- Le Livre des Médiums （霊媒の書）、1861年。
- L'Évangile Selon le Spiritisme （心霊主義による福音書）、1864年。
- Le Ciel et l'Enfer （天国と地獄）、1865年。
- La Genése, les Miracles et les Preditions selon le Spiritisme （創世記、心霊主義による奇蹟と予言）、1868年。

日本語訳
- アラン・カーデック編 『霊の書（上）-大いなる世界に』 桑原啓善訳、潮文社、ISBN 480631406-4。
- アラン・カーデック編 『霊の書（下）-大いなる世界に』 桑原啓善訳、潮文社、ISBN 480631175-8。
- アラン・カルデック編 『霊の書-スピリチュアリズムの真髄「思想編」』 近藤千雄訳、スピリチュアリズム・サークル 心の道場、ISBN 4-901627-04-X。
- アラン・カルデック編 『霊媒の書-スピリチュアリズムの真髄「現象編」』 近藤千雄訳、スピリチュアリズム・サークル 心の道場、ISBN 4-901627-03-1。
- アラン・カルデック 『スピリティズムによる福音』 角智織訳、幻冬舎ルネッサンス、 ISBN 477900102-1。
- アラン・カルデック 『天国と地獄―アラン・カルデックの「霊との対話」』 浅岡夢二訳、幸福の科学出版、ISBN 487688543-5。
- アラン・カルデック 『アラン・カルデックの「霊との対話」 天国と地獄 II』 浅岡夢二訳、幸福の科学出版、ISBN 487688556-7。